# وقائع ساليرنو
وقائع ساليرنو أو كرونيكون ساليرنيتانوم (باللاتينية: Chronicon Salernitanum) هو كتاب من القرن العاشر عن إمارة ساليرنو. ربما كتب في العام 990 (أو 974) ويعزى إلى رادوالد من ساليرنو وهو رئيس دير سان بينيديتو، من قبل هوغيتي تافياني كاروتسي.